# Atletismo nos Jogos Pan-Americanos de 2023 - Maratona masculina
A competição de maratona masculina do atletismo nos Jogos Pan-Americanos de 2023 foi disputada em 22 de outubro nas ruas de Santiago, no Chile. No total, competiram 14 atletas de 9 Comitês Olímpicos Nacionais (CON).

## Calendário
Horário local (UTC-4).
| Data          | Horário | Fase  |
| ------------- | ------- | ----- |
| 22 de outubro | 07:00   | Final |

## Medalhistas
| Ouro   | PER Cristhian Pacheco |
| Prata  | CHI Hugo Catrileo     |
| Bronze | PER Luis Ostos        |

## Recordes
Antes desta competição, os recordes mundiais e dos Jogos Pan-Americanos da prova eram os seguintes:
| Tipo                             | Atleta            | Tempo   | Local  | Data                   |
| -------------------------------- | ----------------- | ------- | ------ | ---------------------- |
|                                  | Eliud Kipchoge    | 2:01:39 | Berlim | 16 de setembro de 2018 |
| Recorde dos Jogos Pan-Americanos | Cristhian Pacheco | 2:09:31 | Lima   | 27 de julho de 2019    |

## Resultados
Estes foram os resultados:
| Pos. | Atleta               | Nacionalidade            | Tempo   | Diferença | Notas                |
| ---- | -------------------- | ------------------------ | ------- | --------- | -------------------- |
| 01 ! | Cristhian Pacheco    | PER Peru                 | 2:11:14 | —         |                      |
| 02 ! | Hugo Catrileo        | CHI Chile                | 2:12:07 | +0:53     | Recorde pessoal      |
| 03 ! | Luis Ostos           | PER Peru                 | 2:12:34 | +1:20     | Recorde pessoal      |
| 4    | Matías Silva         | CHI Chile                | 2:14:16 | +3:02     | Recorde pessoal      |
| 5    | Johnatas de Oliveira | BRA Brasil               | 2:14:51 | +3:37     |                      |
| 6    | Paulo Roberto Paula  | BRA Brasil               | 2:15:20 | +4:06     |                      |
| 7    | Álvaro Abreu         | DOM República Dominicana | 2:15:27 | +4:13     |                      |
| 8    | Patricio Castillo    | MEX México               | 2:20:06 | +8:52     |                      |
| 9    | Turner Wiley         | USA Estados Unidos       | 2:20:25 | +9:11     | Recorde da temporada |
| 10   | Derlys Ayala         | PAR Paraguai             | 2:22:29 | +11:15    |                      |
| 11   | Hesiquio Flores      | MEX México               | 2:26:20 | +15:06    |                      |
|      | Pedro Gómez          | ARG Argentina            | DNF     |           |                      |
|      | Ronal Cuestas        | URU Uruguai              | DNF     |           |                      |
|      | Ernesto Zamora       | URU Uruguai              | DNF     |           |                      |

Legenda
| Recorde mundial                  | Recorde mundial (World record)               |                       | Recorde africano                      | Recorde africano (African) |                                           | Q | Classificado por posição (Qualified) |
| Recorde dos Jogos Pan-Americanos | Recorde pan-americano (Pan-American record)  | Recorde da América    | Recorde da América (Americas)         | q                          | Classificado por melhor tempo (Qualified) |   |                                      |
| Melhor marca do ano              | Melhor marca do ano (World leading)          | Recorde asiático      | Recorde asiático (Asian)              | DNS                        | Não largou (Did not start)                |   |                                      |
| Recorde nacional                 | Recorde nacional (National record)           | Recorde europeu       | Recorde europeu (European)            | DNF                        | Não terminou (Did not finish)             |   |                                      |
| Recorde pessoal                  | Recorde pessoal do atleta (Personal best)    | Recorde da Oceania    | Recorde da Oceania (Oceania)          | DSQ / DQ                   | Desclassificado (Disqualified)            |   |                                      |
| Recorde da temporada             | Recorde da temporada do atleta (Season best) | Recorde sul-americano | Recorde sul-americano (South America) | NM                         | Sem marca (No mark)                       |   |                                      |